# Elk Mountain (Wyoming)
Elk Mountain es un pueblo ubicado en el condado de Carbon en el estado estadounidense de Wyoming. En el año 2010 tenía una población de 191 habitantes y una densidad poblacional 272.86 personas por km² .

## Geografía
Elk Mountain se encuentra ubicado en las coordenadas 41°41′18.17″N 106°24′47.66″O / 41.6883806, -106.4132389. Según la Oficina del Censo, la localidad tiene un área total de 0,7 km² (0,3 mi²), de la cual 0,7 km² (0,3 mi²) es tierra y 0 km² (0 mi²) (0.0%) es agua.

### Localidades adyacentes
El siguiente diagrama muestra a las localidades en un radio de 72 kilómetros (44,7 mi) de Elk Mountain.

## Demografía
En el 2000 la renta per cápita promedia del hogar era de $40.313, y el ingreso promedio para una familia era de $46.042. El ingreso per cápita para la localidad era de $14.463. En 2000 los hombres tenían un ingreso per cápita de $27.500 contra $23.125 para las mujeres. Alrededor del 4.30% de la población estaba bajo el umbral de pobreza nacional.